# Yi Gyu-bo
Yi Gyu-bo (15 de gener de 1169, Yoju, Kyongi; 2 de setembre de 1241, Kanghwa.) Va ser poeta coreà i escriptor en prosa; va escriure en Hanmun. Fill d'un terratinent de mitjans modestos.
Yi Gyu-bo era funcionari, sovint en desgràcia oficial. Les seves obres van criticar els governants i van simpatitzar amb els camperols oprimits. Els seus poemes narratius King Tongmyong (1194) i Three Hundred and Two Rhymes (1194) estan imbuïts d'idees patriòtiques. La lletra de la natura ocupava un lloc important en el seu treball. Yi Gyu-bo va ser un creador del paesol, un nou gènere de prosa (Obres col·leccionades del ministre Yi del País de l'Est i les històries de Paegun). La seva crítica al formalisme i l'epigonisme en la poesia va exercir una gran influència sobre el posterior desenvolupament de la literatura coreana.